# Szerzyny
Szerzyny è un comune rurale polacco del distretto di Tarnów, nel voivodato della Piccola Polonia.
Ricopre una superficie di 82,24 km² e nel 2004 contava 8 213 abitanti.